# Trematochromis benthicola
Trematochromis benthicola (Synonyme.: Ctenochromis benthicola, Trematochromis schreyeni Poll, 1987) ist eine endemische Buntbarschart aus dem nördlichen Teil des Tanganjikasees.

## Merkmale
Trematochromis benthicola wird etwa 21,5 cm lang und besitzt einen hochrückigen, seitlich etwas abgeflachten Körper und ein sehr stark vorstülpbares Maul. Die Körperhöhe beträgt 31,8 bis 41,1 % der Standardlänge, die Kopflänge 35,5 bis 39,4 % der Standardlänge. Die Körperseiten sind mit Kammschuppen bedeckt, die Kehle ist beschuppt, ebenso die Basis von Rücken- und Afterflosse. Auf der Schwanzflosse finden sich Schuppen im körpernahen Abschnitt zwischen den einzelnen Flossenstrahlen. Die paarigen Flossen sind unbeschuppt. Charakteristisch für die Art ist ein dicker sensorischer Kanal mit großen, weit auseinanderstehenden Poren auf den sechs Augenringknochen (Infraorbitalia). Beide Kiefer sind mit mehreren Reihen einspitziger Zähne besetzt. Die äußere Reihe ist regelmäßig, bei den inneren, mit kleineren Zähnen besetzten drei bis sechs Reihen sind die Zähne im vorderen Abschnitt des Oberkiefers unregelmäßig angeordnet. Die obere und die untere Seitenlinie werden durch zwei Schuppenreihen getrennt.
- Flossenformel: Dorsale XVI–XVIII/8–10; Anale III/7–8.
- Schuppenformel: SL 1 21–25, SL 2 11–16 + 2 auf der Caudale.

Trematochromis benthicola ist ein Maulbrüter, bei dem, wie in den meisten Fällen, das Weibchen das Brutgeschäft ausführt. Das stark vorstülpbare Maul könnte auf einen Planktonfresser hindeuten.

## Systematik
Die Art wurde 1962 durch Matthes als Haplochromis benthicola beschrieben, 1986 jedoch durch Poll in die Gattung Ctenochromis gestellt. Derselbe Autor beschrieb 1987 eine weitere Buntbarschart mit der gleichen Typuslokalität als Trematochromis schreyeni. Diese wurde 2006 mit „Ctenochromis“ benthicola synonymisiert. Da „Ctenochromis“ benthicola aber nicht die diagnostischen Kennzeichen der Gattung Ctenochromis zeigt (Kammschuppen unterhalb der oberen Seitenlinie, Rundschuppen oberhalb) setzt es sich in neueren Veröffentlichungen zunehmend durch, den Gattungsnamen aus der Pollschen Beschreibung von 1987 für „Ctenochromis“ benthicola zu verwenden, der damit unter dem wissenschaftlichen Namen Trematochromis benthicola geführt wird. Trematochromis ist wahrscheinlich die Schwestergattung von Cyphotilapia und gehört damit zur Tribus  	Cyphotilapiini.